# Log-Dragomer
Log-Dragomer (Duits: Mansburg; Italiaans: Luogo) is een gemeente in de Sloveense regio Osrednjeslovenska en telt 3488 inwoners (2007).

## Plaatsen in de gemeente
Dragomer, Lukovica pri Brezovici, Log pri Brezovici
Borovnica · Brezovica · Dobrepolje · Dobrova-Polhov Gradec · Dol pri Ljubljani · Domžale · Grosuplje · Horjul · Ig · Ivančna Gorica · Kamnik · Komenda · Litija · Ljubljana · Log-Dragomer · Logatec · Lukovica · Medvode · Mengeš · Moravče · Škofljica · Šmartno pri Litiji · Trzin · Velike Lašče · Vodice · Vrhnika
1. ↑  "Prebivalstvo po starosti in spolu, občine, Slovenija, polletno". Statistični urad Republike Slovenije. Geraadpleegd op 18 april 2021.